# Fisklöstjärnen (Ytterhogdals socken, Hälsingland)
Fisklöstjärnen är en sjö i Härjedalens kommun i Hälsingland och ingår i Ljusnans huvudavrinningsområde.